# Georges Simenon
Georges Joseph Christian Simenon ([ʒɔʁʒ simnɔ̃] Lieja, 13 de febrero de 1903-Lausana, 4 de septiembre de 1989) fue un escritor belga en lengua francesa, conocido sobre todo por sus novelas policiacas protagonizadas por el comisario Maigret.
Su vida comienza regida por el misterio, pues en realidad nació el viernes 13 de febrero, pero fue declarado como nacido el 12, por superstición. Simenon fue un novelista de una fecundidad extraordinaria, con 192 novelas publicadas bajo su nombre y una treintena de obras aparecidas bajo 27 seudónimos. Los tirajes acumulados de sus libros alcanzan 550 millones de ejemplares. 
André Gide, André Thérive y Robert Brasillach fueron los primeros en reconocer que se trataba de un gran escritor.

## Biografía
Simenon nació en el tercer piso del 26 (actualmente 24) de la rue Léopold, en Lieja. Fue el primer hijo de Désiré Simenon, contador de una oficina de seguros, y de Henriette, ama de casa, decimotercera hija nacida en una familia acomodada, quienes se casaron el 22 de abril de 1902. A finales de abril de 1905, la familia se mudó al 3 de la rue Pasteur (actualmente 25 de la rue Georges Simenon) en el barrio de Outremeuse. Encontramos la historia de su nacimiento al comienzo de su novela Pedigree.
La familia Simenon era originaria del Limburgo belga, una región de tierras bajas cercanas al río Mosa, encrucijada entre Flandes, Alemania y los Países Bajos. La familia de su madre era también originaria de Limburgo, pero del lado neerlandés, región llana de tierras húmedas y de brumas, de canales y de granjas. Por el lado de su madre, descendía de Gabriel Brühl, campesino y criminal de la banda de los verts-boucs que azotó Limburgo a partir de 1726, desvalijando granjas e iglesias durante el régimen austríaco, y que terminó colgado en septiembre de 1743 en el patíbulo de Waubach. Esta ascendencia explica quizás el particular interés del protagonista de muchas novelas de Simenon, el comisario Maigret, por las gentes sencillas convertidas en asesinos.

### Su juventud en Lieja
En septiembre de 1906 nació su hermano Christian, quien será el hijo preferido de sus padres, lo que marcó profundamente a Georges. Este malestar lo encontramos en novelas como Pietr-le-Letton y Le Fond de la bouteille. Aprende a leer y a escribir a los tres años en la Escuela Sainte-Julienne para párvulos. A partir de septiembre de 1908, empieza sus estudios primarios en el Institut Saint-André, donde siempre se ubica entre los tres primeros puestos de su clase, durante los seis años que ahí pasó, hasta julio de 1914.
En febrero de 1911, la familia se instala en una gran casa en el 53 de la rue de la Loi, donde su madre alquila habitaciones a inquilinos —estudiantes o pasantes— de diversos orígenes (rusos, polacos, judíos o belgas): esto fue para el joven Georges una extraordinaria apertura al mundo que encontraremos en varias de sus novelas, como Pedigree, Le Locataire o Crime impuni. Poco después de esta época, se convierte en monaguillo, experiencia que encontramos en L’Affaire Saint-Fiacre y en Le Témoignage de l’enfant de chœur.
En septiembre de 1914, durante su sexto curso, entra al colegio jesuita de Saint-Louis. En el verano de 1915, a la edad de doce años, tiene su primera experiencia sexual con una «muchachona» de quince años, lo que será para él una verdadera revelación, completamente encontrada al adoctrinamiento de pudibundez y castidad impartido por los padres jesuitas. Simenon prefiere, por otro lado, ingresar al colegio Saint-Servais, especializado en ciencias y en letras, en donde pasó los siguientes tres años escolares. Sin embargo, el futuro escritor fue siempre relegado por sus compañeros más adinerados; si en el colegio de los jesuitas Simenon se alejó de la religión, en el colegio Saint-Servais encontró suficientes razones para odiar a los ricos, quienes le hicieron sentir su inferioridad social.
En febrero de 1917, la familia se muda a una antigua oficina de correos abandonada en el barrio de Amercœur. En junio de 1918, tomando como pretexto los problemas cardíacos de su padre, decide abandonar definitivamente los estudios, sin participar siquiera en los exámenes de fin de año. Se sucederán, a partir de entonces, varios trabajos ocasionales sin futuro (aprendiz de panadero, encargado de biblioteca).
En enero de 1919, en abierto conflicto con su madre, Simenon debuta como reportero de la sección de sucesos del periódico conservador La Gazette de Liège, dirigido por Joseph Demarteau tercero. Esta etapa periodística fue para el joven Simenon, a la edad de dieciséis años, una experiencia extraordinaria que le permitió conocer los recovecos de una gran ciudad, tanto en la política como en la criminalidad; asimismo, pudo adentrarse en la vida nocturna, conoció los ambientes marginales de los bares y de los burdeles, y aprendió a redactar de manera eficaz. Escribió más de 150 artículos bajo el seudónimo G.Sim. Durante este periodo se interesó particularmente en las investigaciones policiales y asistió a conferencias sobre el método policíaco científico, impartidas por el criminalista francés Edmond Locard.
En junio de 1919, la familia se muda para retornar al barrio de Outremeuse, en la rue de l’Enseignement. Simenon redactó allí su primera novela, Au pont des Arches, publicada en 1921 bajo su seudónimo de periodista. A partir de noviembre de 1919, publica las primeras de sus 800 columnas humorísticas, bajo el seudónimo de Monsieur Le Coq (hasta diciembre de 1922). Durante este periodo, profundiza su conocimiento del ambiente nocturno, de las prostitutas, la ebriedad y de las casas de citas. En sus recorridos, conoce a anarquistas, artistas bohemios, así como a dos asesinos que encontraremos en su novela Les Trois crimes de mes amis. Frecuenta también a un grupo artístico, denominado La Caque, pero sin comprometerse realmente; es en este medio donde conoce a una estudiante de Bellas Artes, Régine Renchon, con quien se casa en marzo de 1923.

### Simenon en París
Durante todo este período, en el que frecuenta a bohemios y marginales, comienza a acariciar la idea de una verdadera ruptura, que hará realidad después de la muerte de su padre, en 1922, huyendo con la rubia Régine Renchon para instalarse en París. En París Simenon lleva una «vida de artista», descubriendo aquella gran capital y aprendiendo a amarla por sus delirios, sus desórdenes y sus delicias. Se lanza al descubrimiento de sus cafés, sus comerciantes de carbón, sus pensiones, sus hoteles lamentables, sus bares de cerveza y sus restaurancillos, que le ofrecen el vino del Beaujolais, el embutido y los sencillos platillos adobados tradicionales (la gastronomía será un leitmotiv secundario en las novelas del comisario Maigret, baste recordar al comisario en una de sus típicas escenas, ordenando bocadillos y cervezas en el curso de una enquête —una investigación— o durante un interrogatorio). Allí encuentra al vulgo parisino de artesanos menesterosos, conserjes desabridos y tipos miserables de doble vida. Comienza a escribir bajo diferentes seudónimos y su creatividad le asegura un éxito financiero inmediato.
En 1928, inicia un largo viaje en gabarra que aprovecha para sus reportajes. De este modo descubre el mar y la navegación, que será una constante a lo largo de toda su vida. Simenon decide en 1929 emprender un viaje por los canales de Francia y hace construir un barco, el Ostrogoth, en el que vive hasta 1931. En 1930, en una serie de novelas cortas escritas para Détective, por encargo de Joseph Kessel, aparece por primera vez el personaje del comisario Maigret. En 1932, Simenon inicia una serie de viajes y de reportajes sobre África, Europa Oriental, la Unión Soviética y Turquía. Después de una larga travesía por el mar Mediterráneo, se embarca en un viaje alrededor del mundo entre 1934 y 1935. En sus escalas efectúa reportajes, se entrevista con numerosos personajes, y toma muchas fotografías. Aprovecha también para descubrir el placer de las mujeres de todas las latitudes.

### Simenon y la región de La Rochelle
En la obra de Simenon, treinta cuatro novelas y novelas cortas se sitúan o evocan la ciudad de La Rochelle. Entre las vovelas, se pueden citar Le Testament Donnadieu (1936), Le Voyageur de la Toussaint (1941) y Les Fantômes du Chapelier.
Simenon descubre La Rochelle en 1927 en camino de sus vacaciones en la isla de Aix, huyendo de la peligrosa atracción de Joséphine Baker, de la que era amante. Aquel año descubre también la pasión por el mar, y es en el curso de una travesía en barco cuando desembarcará en los muelles de La Rochelle e irá a tomar un trago al Café de la Paix, que luego será su cuartel general y escenario central de su novela Le Testament Donadieu. Es en este café, en 1939, donde se entera a través de la TSF de la declaración de guerra; Simenon ordena entonces una botella de champán, y haciendo frente a la sorpresa de los parroquianos, afirma: « ¡Al menos así estaremos seguros que ésta no se la beberán los alemanes!».
De abril de 1932 a 1936, se instala con su esposa Tigy en La Richardière, una mansión del siglo XVI situada en Marsilly, que utilizará como modelo del castillo Donnadieu: « Ese edificio de piedra gris coronada de pizarras, rodeado por una avenida de castaños, con un pequeño parque estrecho, tupido, húmedo, arrinconado entre viejos muros, un bosque en miniatura, dos hectáreas de robles, ámbito de arañas y serpientes».
Desde comienzos de 1938, alquila la Villa Agnès en La Rochelle, antes de comprar en agosto de 1938 « una casa sencilla de la campiña» en Nieul-sur-Mer. Su primer hijo nacerá allí en 1939.

### Simenon después de la guerra

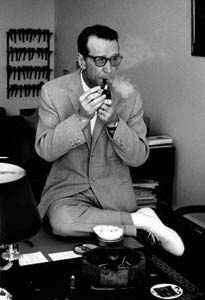

Simenon pasa la guerra en Vendée y mantiene correspondencia con André Gide. En 1945, al finalizar la guerra, se traslada a Estados Unidos, a Connecticut, pero va a recorrer durante diez años ese inmenso continente, a fin de saciar su curiosidad y su apetito por la vida. Durante esos años norteamericanos, visita intensamente Nueva York, Florida, Arizona, California y toda la Costa Este, miles de miles de moteles, de rutas y de paisajes grandiosos. Va a descubrir también una nueva manera de trabajar para la Policía y la Justicia y conoce también a su segunda esposa, la canadiense Denise Ouimet, 17 años más joven que él. Simenon vivirá con ella una relación pasional de sexo, celos y disputas alcohólicas.
En 1952, es recibido en la Academia Real de Bélgica, y regresa definitivamente a Europa en 1955. Después de un animado período en la Costa Azul codeándose con la jet-set, termina por instalarse en Lausana, Suiza. En 1960, preside el festival de Cannes; aquel año la prestigiosa Palma de Oro es atribuida al film de culto La dolce vita de Federico Fellini.
A partir de los años sesenta desarrolló un meningioma, una clase de tumor cerebral benigno con el que, como que en aquella época no había escáneres, vivió casi 15 años y a consecuencia del cual le cambió el carácter y él y su familia padecieron sus migrañas, irritabilidad y mal humor. Cuando se operó ya con 83 años, la transformación fue extraordinaria, como cuenta su hijo y principal heredero, John Simenon: «Se convirtió en un tipo dinámico, divertido, se transformó en el personaje que describían todos los que le habían conocido antes de la guerra».
El tumor aparentemente no afectó a su trabajo, aunque es posible que tuviera bastante que ver con su decisión de dejar de escribir novelas en 1972, cuando tenía solamente 69 años. Según explicó en una entrevista, durante cuarenta y cinco años había vivido en la piel de sus personajes y en un proceso que calificó de liberación, deseaba vivir su propia vida. No por ello abandonó la escritura ni la exploración de los meandros humanos, sino que las centró en sí mismo, con una larga autobiografía de 21 volúmenes dictada a su pequeño magnetófono: «Me interesé por los hombres, el hombre de la calle en particular, intenté comprenderlo de una manera fraternal... ¿Qué he construido? En el fondo, eso no me interesa». Se trata de los 21 volúmenes de Dictées, a los que siguieron la Carta a mi madre y dos volúmenes de Memorias íntimas; como cuenta en estas últimas, el suicidio de su hija Marie-Jo amargó sus últimos años.

## Análisis
En lugar de construir una intriga lo más compleja posible, como en un juego de ajedrez, Simenon propone una intriga sencilla, con un argumento y personajes definidos, y un protagonista dotado de humanidad, obligado a ir hasta el borde de sí mismo, de su lógica.
El mensaje de Simenon es complejo y ambiguo: ni culpables ni inocentes absolutos, solamente culpabilidades que se engendran y se destruyen en cadena. Las novelas del escritor sumergen al lector en un mundo rico de formas, colores, olores, ruidos, sabores y sensaciones táctiles. Un mundo al que se entra desde la primera frase:
En la estación de Poitiers, en la que había cambiado de tren, ella no pudo resistir. [...] Hacía realmente calor. Era agosto y el expreso que la había traído desde París estaba rebosante de gente que se iba de vacaciones. Revolviendo furtivamente en su bolsa para buscar una moneda, balbuceó: «Sírvame otra».
Inicio de Tía Jeanne

El crítico Robert Poulet ha dicho: «Casi todos sus relatos comienzan por cien páginas magistrales en las que se asiste como a un fenómeno natural y en las cuales se encuentra infaliblemente ante una determinada cantidad de materia viva de la que otro Simenon se apoderará para extraer dramas y sorpresas bastante menos hábilmente». Poulet también ha precisado que a Simenon se le daba mejor la pintura de estados que la de acciones, definiendo su universo como estático.
Fuera del comisario Maigret, sus mejores novelas están basadas en intrigas situadas en pequeñas ciudades de provincia, en las que incuban sombríos personajes de apariencia respetable pero dedicados a oscuras empresas, en una atmósfera hipócrita y agobiante, entre las destacan Les Inconnus dans la maison y Le Voyageur de la Toussaint, pero también Panique, Les Fiançailles de M. Hire, La Marie du port y La Vérité sur Bébé Donge.

## Simenon en cifras
Sus novelas hacen referencia a 1800 lugares en el mundo entero y dan vida a más de 9000 personajes; pero cuyos datos son grosso modo:
- 103 episodios de Maigret (75 novelas y 28 novelas cortas);
- 117 novelas conteniendo 25000 páginas;
- Obras completas publicadas bajo su patrónimo contenidas en 27 volúmenes;
- Más de 500 millones de libros vendidos;
- Traducciones en 55 lenguas;
- Publicado en 44 países;
- Más de 50 filmes basados en su obra, solamente en el cine francés;
- Millares de artículos en diferentes periódicos;
- Un millar de reportajes alrededor del mundo.

## Simenon en el cine
El cine francés ha llevado a la pantalla más de cincuenta veces las obras de Simenon, y otras cinematografías han recurrido también a él con mucha frecuencia.
Fue el primer novelista contemporáneo cuyas obras fueron adaptadas desde los inicios del cine sonoro con La nuit du carrefour y Le chien jaune, publicadas en 1931 y llevadas a la pantalla en 1932.
Los actores que han interpretado, en el cine, al famoso comisario Maigret son: Pierre Renoir, Abel Tarride, Harry Baur, Albert Préjean, Charles Laughton, Michel Simon, Maurice Manson, Gérard Depardieu, Jean Gabin quien supo llenar el rol y darle una composición inteligente, Gino Cervi y Heinz Rühmann quien compuso un Maigret rico y verosímil.
Jean Gabin y Simenon eran muy amigos y el actor interpretó un total de diez filmes adaptados de Simenon, con los cuales hizo casi olvidar su pasado cinematográfico y sus numerosos roles de chico malo.

### Filmografía (no exhaustiva)
- La Nuit du Carrefour (Maigret), rodado en 1932 por Jean Renoir y con la actuación de Pierre Renoir.
- Le Chien jaune (Maigret), realizado en 1932.
- La Tête d'un homme (Maigret), rodado en 1933 por Julien Duvivier e interpretado por Harry Baur.
- Picpus (Maigret) rodado en 1942 por Richard Pottier con Albert Préjean.
- Les Inconnus dans la maison rodado en 1942 por Henri Decoin, guion de Georges Clouzot con Raimu.
- Cécile est morte (Maigret) rodado en 1943 por Maurice Tourneur con Albert Préjean.
- Le Voyageur de la Toussaint rodado en 1943 por Louis Daquin, diálogos de Marcel Aymé, con Jules Berry, Gabrielle Dorziat, Louis Seigner, Serge Reggiani y Jean Desailly.
- Les caves du Majestic (Maigret) rodado en 1944 por Richard Pottier con Albert Préjean.
- Panique rodado en 1946 por Julien Duvivier.
- Les Fiançailles de M. Hire
- La Marie du port rodado en 1949 por Marcel Carné con Jean Gabin, Blanchette Brunoy y Nicole Courcelle, fotografía destacable de Henri Alekan.
- Brelan d'As (Maigret) rodado en 1952 por Henri Verneuil con Michel Simon.
- La Vérité sur Bébé Donge rodado en 1952 par Henri Decouin con Jean Gabin y Danielle Darrieux.
- Le Sang à la tête (de Le Fils Cardinaud) rodado en 1956 por Gilles Grangier.
- Le Passager clandestin rodado en 1957 por Ralph Habib.
- Maigret tend un piège (Maigret) rodado en 1958 por Jean Delannoy con Jean Gabin.
- En cas de malheur rodado en 1958 por Claude Autant-Lara.
- Maigret et l'affaire Saint-Fiacre (Maigret) rodado en 1959 por Jean Delannoy con Jean Gabin.
- Le Baron de l'Écluse rodado en 1960 por Jean Delannoy.
- Le Président rodado en 1961 por Henri Verneuil.
- La Mort de Belle rodado en 1961 por Édouard Molinaro, adaptación y diálogos de Jean Anouilh, con Jean Desailly.
- Maigret voit rouge (Maigret) rodado en 1963 por Gilles Grangier con Jean Gabin.
- L'Aîné des Ferchaux rodado en 1963 por Jean-Pierre Melville.
- Trois chambres à Manhattan realizado en 1965 por Marcel Carné.
- Maigret fait mouche (Maigret, de La Danseuse du gai moulin) realizado en 1968 por Alfred Weidenmann con Heinz Rühmann, guion de Herbert Reinecker, padre de «Inspecteur Derrick».
- La Veuve Couderc realizado en 1971 por Pierre Granier-Deferre.
- Le Train rodado en 1973 por Pierre Granier-Deferre.
- El relojero de Saint-Paul realizado en 1974 por Bertrand Tavernier.
- Les Fantômes du chapelier rodado en 1982 por Claude Chabrol.
- Équateur rodado en 1983 por Serge Gainsbourg.
- Monsieur Hire (de Panique) rodado en 1989 por Patrice Leconte con Philippe Noiret, Michel Blanc y Sandrine Bonnaire.
- Betty rodado en 1992 por Claude Chabrol con Marie Trintignant.
- L'Ours en peluche rodado en 1993 por Jacques Deray.
- En plein cœur, versión de En cas de malheur, rodado por Pierre Jolivet en 1998 con Gérard Lanvin, Carole Bouquet y Virginie Ledoyen.
- La habitación azul (México 2002) dirigida por Epigmenio Ibarra.
- Feux rouges, rodado en 2004 por Cédric Kahn, con Jean-Pierre Darroussin y Carole Bouquet.
- The Man from London, pendiente de estreno, rodada en 2007 por Béla Tarr.
- La chambre bleue (Francia 2014) dirigida por Mathieu Amalric.

## Simenon en la televisión
Hay varias series de telefilms relacionados con el comisario Maigret en numerosos países:
En Francia, una miniserie y dos series han sido rodadas:
Una primera serie de tres episodios fue rodada a inicios de los años 50 con Maurice Manson en el rol de Maigret. En realidad esos episodios reagrupados y retrabajados, fueron estrenados en el cine bajo el título « Maigret dirige l'enquête».
En 1960, un telefilm dramático, « Liberty-Bar», fue también realizado con Jean-Marie Coldefy en el rol.
La primera serie fue la realizada a partir de 1967 con Jean Richard en el rol principal, rol que interpretará 88 veces en 24 años; la otra con Bruno Cremer.
En Inglaterra, tres series han sido realizadas:
una serie de 52 episodios fue realizada entre 1960 y 1964 con Rupert Davies en el rol de Maigret;
una segunda serie, entre 1964 y 1968 con Kees Bruce en el rol principal;
una tercera realizada en 1991 con Michael Gambon bajo el Título de « Inspector Maigret» (sí, se trata del mismo actor que interpreta a Albus Dumbledore en Harry Potter y el Prisionero de Azkabán).
En Italia, la Rai produjo, entre 1964 y 1972, una serie, protagonizada por Gino Cervi.
Finalmente, en Estados Unidos, algunos títulos fueron adaptados en telefilms desde mayo de 1950 en la CBS con Herbert Berghof en el rol principal y en 1952 con Eli Wallach.
Como estrellas invitadas de las series francesas, podemos encontrar a grandes actores como:
Catherine Allégret, Michel Blanc, Patrick Bruel, Jean-Pierre Castaldi, Daniel Ceccaldi, Fanny Cottençon, Gérard Depardieu, Jean Desailly, Gérard Desarthe, Dora Doll, Suzanne Flon, Michel Galabru, Ginette Garcin, Roland Giraud, Daniel Gélin, Macha Méril, Simone Valère, Rosy Varte, Marthe Villalonga, y otros más… en la primera serie; Heinz Bennent, Michel Bouquet, Élisabeth Bourgine, Aurore Clément, Arielle Dombasle, Marie Dubois, Renée Faure, Andréa Ferréol, Ginette Garcin, Bernadette Lafont, Odette Laure, Michael Lonsdale, Claude Piéplu, Agnès Soral, Alexandra Vandernoot, Emmanuelle Béart, Virginie Ledoyen, Karin Viard, Jean Yanne, y otros más… en la segunda serie.